# Alan Helffrich
Alan Boone Helffrich (Yonkers, 7 de agosto de 1900 – Dunedin, 3 de fevereiro de 1994) foi um velocista e campeão olímpico norte-americano.
Em Paris 1924 ele conquistou a medalha de ouro no revezamento 4x400 m, ao lado de William Stevenson, Commodore Cochran e Oliver MacDonald, que estabeleceu novo recorde olímpico e mundial para a prova, 3:16.0.
Helffrich foi o único corredor americano a derrotar o lendário Paavo Nurmi quando os Finlandeses Voadores fizeram uma turnê pelos Estados Unidos em 1925, vencendo-o na distância de meia-milha disputada no Yankee Stadium. Ele quebrou uma sequência de 121 vitórias consecutivas de Nurmi que havia começado em 1921.